# Eric Ferling
Eric Ferling, född 1733, död 20 december 1808 i Åbo, var en finlandssvensk violinist och tonsättare.
Gift 1761 med Catharina Christina Becker.
Ferling debuterade i Sverige 1761 och anställdes därefter i Kungliga Hovkapellet i Stockholm, där han var konsertmästare 1773-1790.
Han var en av orkesterns mest anlitade solister, men arrangerade även konserter på egen hand.
Bland annat, från 1773 kammarmusikaftnar för allmänheten i det orangeri som låg i Kungsträdgården. 
Där framfördes stråkkvartetter av Joseph Haydn och andra kompositörer på modet.
1772 blev Ferling sekreterare för "instrumentaldivisionen" på den året innan inrättade Kungliga Musikaliska Akademien.
Ledamot i akademien blev han året efter.
Även om Ferling var synnerligen aktiv i det stockholmska musiklivet fick han aldrig några större inkomster och satt stundom i gäldstuga på grund av obetalda skulder.
År 1790 sökte det nygrundade Musikaliska sällskapet i Åbo "någon för sin skicklighet känd Concertmästare" för att anföra musiken.
Valet föll på Eric Ferling.
Hans bästa tid som violinist var då sannolikt redan förbi när han anlände till Åbo i oktober 1790.
Kammarmusik idkades i mindre kretsar i staden och Sällskapet gjorde ett par försök att bedriva regelbunden undervisning på de vanligaste orkesterinstrumenten, men projektet rann ut i sanden.
Ferling ska dock ha varit violinlärare för några elever, både civila och militärmusiker som även var stråkmusiker.
Efter de ryska truppernas inmarsch i Åbo den 22 mars 1808 svalnade intresset för Musikaliska Sällskapet och Ferling förlorade i samband med det sin utkomst.
Praktiskt taget ingenting är känt om personen Eric Ferling.
Endast en silhuett bevarad på Nationalmuseum i Helsingfors ger någon föreställning om hans anletsdrag.
2001 inspelades en cd med några av hans kompositioner av Kreeta-Maria Kentala och Sixth Floor Orchestra under ledning av Jukka Rautasalo.

## Verk
- En menuetter
- Två kontradanser
- Kadrilj
- Vokalmusik, bl.a. O Auras sångmör samlen er.

### Orkester
- Violinkonsert i B-dur, Op.1
- Violinkonsert i D-dur.[4]
- Menuett i Eb-dur. Komponerad 24 januari 1797.[4]
- Menuett i Eb-dur. Komponerad 24 januari 1798.[4]
- Kontradans i Eb-dur. Komponerad 24 januari 1797.[4]

### Kammarmusik
- Menuett i D-dur för två fioler och basso continuo.[4]
- Menuett i D-dur för två fioler och basso continuo.[4]